# Artoria lineata
Artoria lineata är en spindelart som först beskrevs av Ludwig Carl Christian Koch 1877.  Artoria lineata ingår i släktet Artoria och familjen vargspindlar. Inga underarter finns listade i Catalogue of Life.